# Pseudohipoaldosteronisme tipus II
El pseudohipoaldosteronisme tipus II, també anomenat síndrome de Gordon, es caracteritza per ocasionar problemes per regular la quantitat de sodi i potassi del cos. Es tracta d'una malaltia autosòmica dominant causada per mutacions i delecions en els gens que codifiquen les proteïnes WNK1 i WNK4 encarregades de participar en la regulació de sodi i potassi a la sang. Depenent de en quin dels dos gens es troba la mutació, trobem dos tipus de pseudohipoaldosteronisme: PHAIIB (WNK4) i PHAIIC (WNK1).
Degut al funcionament anòmal d'aquestes proteïnes els malalts de PHAII presenten una pressió sanguínia elevada (hipertensió arterial) i nivells elevats de potassi a la sang (hiperpotassèmia). A més a més, també podem manifestar hiperclorèmia, acidosi metabòlica i nivells disminuïts de renina.
El PHAII és una malaltia poc comú, i la prevalença exacta és desconeguda. Tot i això, presenta una penetrància elevada (ja que és autosòmica dominant). L'edat en què es comença a manifestar la malaltia és variable; alguns individus afectats són diagnosticats a la infància mentre que altres manifesten els símptomes a l'edat adulta.

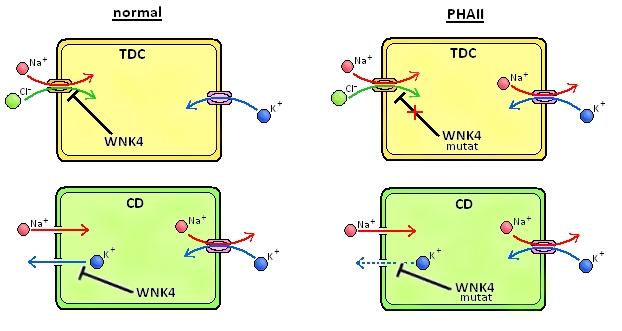
Efecte a nivell de transport molecular

## Causes genètiques
El pseudohipoaldosteronisme tipus II (PHA2) és una malaltia genètica d'herència autosòmica dominant. Està lligada a mutacions en els gens que codifiquen dues proteïnes homòlogues de la família de les cinases lliures de lisina, enzims que modifiquen altres proteïnes mitjançant la transferència d'un grup fosfat al substrat. Els membres d'aquesta família s'anomenen WNK (with no lysine K), degut a la substitució de la cisteïna per la lisina en un dels residus al centre catalític de la cinasa. Les proteïnes de la família WNK es caracteritzen per regular i coordinar el transport de Na+, K+ i Cl- a través de les membranes cel·lulars en diversos teixits. Concretament, les proteïnes associades al PHA2 són: la WNK1, codificada el gen del mateix nom present al cromosoma 12; i la WNK4, codificada pel gen del mateix nom present al cromosoma 17. WNK1 i WNK4 regulen els co-transportadors de Na-Cl i de Na-K-Cl (NCC i NKCC2, respectivament) i el canal renal de potassi (ROMK) en el túbul renal distal, mitjançant processos de reabsorció (de sodi) i secreció (de potassi). Segons quin dels dos gens presenti una mutació, trobem dos tipus de PHA2: PHA2C (lligat a la mutació del WNK1) i PHA2B (lligat a la mutació del WNK4).

### WNK1 (PHA2C)

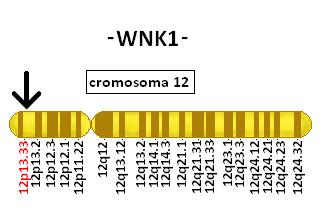
locus del gen WNK1

L'WNK1 es tracta d'un gen autosòmic situat al cromosoma 12 en el locus 12p13,33 que codifica diferents isoformes de la proteïna WNK1. Aquestes proteïnes, són importants en diferents funcions del cos, com per exemple la regulació de la pressió sanguínia i la sensació de dolor.
En la transcripció de la variable al·lèlica normal del gen s'han observat diverses isoformes la interacció entre les quals és complexa. En primer lloc, una isoforma produïda pel gen WNK1 és l'L-WNK1 que es caracteritza per tenir una estructura més llarga i expressió tissular ubiqua, és a dir, que es troba en diferents cèl·lules del cos. En segon lloc, s'ha observat una altra isoforma anomenada KS-WNK1 específica dels ronyons de dimensions més petites, ja que manca del domini cinasa 5’ que té l'isoforma llarga. Totes dues, L-WNK1 i KS-WNK1, actuen com a cinases, ja que canvien l'activitat d'altres proteïnes mitjançant l'addició a aquestes d'un grup fosfat que prové d'una molècula d'ATP. Recentment, també s'ha descobert una isoforma a les cèl·lules del sistema nerviós encarregades de transmetre les sensacions de dolor, temperatura i tacte (neurones sensitives) anomenada WNK1/HSN2. La funció d'aquesta isoforma no ha estat demostrada però la mutació en un exó determinat d'aquesta s'ha relacionat amb la manifestació de neuropatia autosomal recessiva hereditària sensorial tipus II en la persona afectada.
Pel que fa a la seva funció, la proteïna L-WNK1 actua com a inhibidor de la proteïna WNK4 que no pot realitzar la seva funció inhibidora dels canals de Na-Cl (NCC). Així doncs, es produeix un augment de l'activitat dels canals que causen una major reabsorció de sodi des de l'interstici renal a la sang. A més a més, com a regulador multifuncional de canals iònics, la proteïna L-WNK1 també inhibeix els canals de potassi (canal ROMk1) presents a la membrana apical del túbul renal i conseqüentment produeix una disminució de la secreció de potassi. Per la seva banda, l'isoforma SK-WNK1 realitza la funció contrària a l'anterior, ja que produeix un increment de l'activitat dels canals iònics de manera que l'equilibri de totes dues al fetge determina la regulació dels ions de sodi i potassi a la sang.
Les dues mutacions conegudes de L-WNK1 que produeixen PHAII es tracten de llargues supressions a l'interior del primer intró del gen que no afecten a la distribució d'aminoàcids de la proteïna però produeixen un increment de la transcripció de L-WNK1. Per tant, es produeix una intensificació de l'activitat del gen, fet que condueixen a un excés de proteïna WNK1. Aquesta quantitat anormal de WNK1 inhibeix la funció de WNK4, que no pot actuar com inhibidor dels canals NCC, i ocasiona l'augment de la reabsorció de sodi i el bloqueig de la secreció de potassi. Com a resultat, es produeix un increment dels nivells de Na+ i K+ al cos, que produeix hipertensió i hiperkalemia.

### WNK4 (PHA2B)

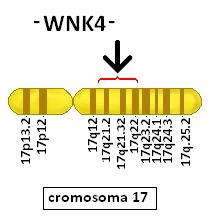
locus del gen WNK4

El gen WNK4, situat en el locus 17q21q22, codifica la cinasa del mateix nom. La cinasa WNK4 és una proteïna formada per 1243 aminoàcids, present als éssers humans que intervé en la regulació de la pressió sanguínia. Es troba majoritàriament al ronyó, encara que també la podem trobar en una àmplia varietat de teixits tant al colon com al fetge o al pàncrees. La funció de la WNK4 és regular l'activitat de diversos transportadors d'ions a cèl·lules de mamífers, com per exemple el NCC (cotransportador del ronyó la funció del qual és reabsorbir els ions de potassi i clor des del fluid tubular fins al conducte contornejat distal de la nefrona); o el ROMK (canal transportador de potassi depenent d'ATP). També s'ha demostrat que augmenta la permeabilitat paracel·lular dels ions clorur (Cl-) en les cèl·lules renals dels mamífers, mitjançant la fosforilació de les claudines (proteïnes presents a les unions estretes entre cèl·lules). A més a més, també regula diverses estructures relacionades amb els canals iònics, com per exemple el EnaC (canal epitelial del sodi).
Això no obstant, es poden produir mutacions al gen WNK4, que donaran lloc a la formació d'una proteïna anormal que veurà alterades les seves funcions. Les mutacions causants del PHA2 que ocorren al WNK4 es produeixen als exons 7 i 17 d'aquest gen, pel que es poden detectar fàcilment mitjançant una anàlisi de a seqüència de les bases nitrogenades d'aquest. Les mutacions associades al WNK4, causants de la malaltia PHA2, disminueixen la inhibició de l'activitat del canal epitelial de sodi (NCC). A més a més, s'ha observat que la mutació d'aquest gen dona lloc a una major inhibició dels canals transportadors de potassi ROMK, i també augmenta la permeabilitat dels ions clorur a les cèl·lules MDCK (cèl·lules de l'epiteli del ronyó). Així doncs, el PHA2 lligat a mutacions en les WNK4 condueix a un augment de la reabsorció de clor i sodi, així com a la disminució de la secreció de potassi al túbul contornejat distal de les nefrones als ronyons.
Aquest desajust dels nivells de sodi, potassi i clor, es manifesta en hipercalèmia, augment de la pressió arterial i hipercalciúria; trets típics del fenotip d'un malalt amb PHA2.
Fins al moment no es coneix cap altra malaltia associada a mutacions en el gen WNK4, a banda del pseudohipoaldosteronisme tipus II.

## Símptomes
Al tractar-se d'una malaltia diagnosticada en una quantitat de població baixa, la presentació clínica no és del tot coneguda ni aprovada per la unanimitat de professionals. Tot i així, els malalts de PHAII solen presentar la següent simptomatologia:
- Hipertensió: normalment major de 140/90 mm Hg, ja que no s'inhibeix l'activitat del cotransportador NNC (que, per tant, es veu incrementada).
- Hipercalèmia (hiperpotassèmia): excés de potassi en sang (per sobre de valors de 5,5 mmol/l), causada per la mutació del gen WNK4, el qual en condicions normals (no mutat) s'ocupa de la secreció de K+ als ronyons a través del canal ROMK (en la membrana apical del túbul renal). Tot i això, els pacients no solen presentar insuficiència renal.
- Lleu acidosi per hiperclorèmia: solen manifestar-se nivells alts de clorur en sang (per sobre de valors de 125 mEq/l), ja que el gen WNK1 regula la reabsorció de clor. Els ions clorur en contacte amb l'aigua formen àcid clorhídric (HCl), de manera que un augment d'aquests anions, causa un augment de l'àcid i provoquen la consegüent disminució de pH.
- Nivells reduïts de renina:[5] aquest enzim és secretat en menor quantitat a causa de la hipertensió i alts nivells de sodi. Semblaria lògic pensar que una disminució de renina provocaria en els malalts de PHAII una alteració dels nivells d'aldosterona (l'enzim intervé en els processos de síntesi d'aquesta hormona), però la concentració de renina roman en concentracions normals.

Altres símptones, tot i que no són molt freqüents, serien hipercalciuria (eliminació exagerada de calci a través de l'orina) i disminució de la densitat òsea, ambdues en pacients amb mutació en el gen WNK4, i també es poden donar casos d'hipervolèmia (augment anormal del volum de plasma en l'organisme).
Aquesta patologia s'associa amb la síndrome Spitzer-Weinstein, que és el nom que sol rebre quan el pacient és un adolescent. La diferència de símptomes és molt petita. A vegades es produeixen debilitat muscular, retards en el creixement i alguna paràlisi de caràcter periòdic.

## Diagnòstic
Per poder diagnosticar la malaltia cal dur a terme una sèrie de proves bioquímiques, i posteriorment unes de genètiques.

### Proves bioquímiques
Es mesura la pressió sanguínia i es fa una avaluació rutinària de potassi sèric, clorurs, bicarbonat i de funció renal (BUN i nivells de creatinina). Els resultats esperats en algú que pateixi PHAII són:
- Concentració de potassi sèric: la hiperpotasèmia associada a la malaltia pren valors entre el considerat lleugerament superior al normal (Potassi sèric ~5.0-6.0 mmol/L) i valors extrems (>8.0 mmol/L). (Els valors normal varien entre els 3.5-5.1 mmol/L).
- Concentració de bicarbonat sèric: Valors entre 14 i 24 mmol/L (interval normal ~22-29 mmol/L).
- Concentració de clorur sèric: valors entre 105 i 117 mmol/L (interval normal: ~99-108 mmol/L).

### Proves genètiques
Les proves genètiques s'efectuen en les seqüències d'ADN que contenen la informació de les proteïnes WNK4 i WNK1.
- WNK4: es poden detectar totes les mutacions que causen PHAII amb una anàlisi de seqüències. Aquestes alteracions es troben als exons 7 i 17.
- WNK1: no es pot utilitzar una anàlisi de seqüència (no hi ha constància que sigui una mutació en la seva seqüència el que causi el PHAII); s'analitzarà la supressió/duplicació de seqüències. Es necessita l'intró 1 de 60-kb per detectar aquestes supressions. Els mètodes que es poden utilitzar són, entre d'altres, la PCR quantitativa, MLPA i l'analisi enfocada de micromatrius cromosòmiques (específic del gen/segment).

## Tractament

### Medicaments
Per corregir la hipertensió, la hiperpotassèmia i la hipercalciuria, es recepten dosis baixes de diürètics tiazídics, i solen millorar en una setmana. La resposta a aquest tractament és millor si la mutació es troba a WNK4 en comptes d'a WNK1.
Les dosis es calculen generalment a partir de la millora de la hipertensió. En un futur, les dosis poden augmentar i pot ser que es facin necessaris medicaments contra la hipertensió complementaris.
A més, es farà un seguiment periòdic de mesura de pressió sanguínia i els electròlits.
El tractament és crònic, i el pronòstic és bo, encara que la litiasi renal (conseqüència de la hipercalciúria) pot complicar la malaltia.

### Estil de vida
Els individus que no estiguin rebent tractament haurien d'evitar el consum d'aliments rics en sal i potassi, per evitar la hipertensió i la hiperpotassèmia; els que segueixin el tractament han de seguir una dieta baixa en sodi.